# ديلا قاولد إمونز
ديلا قاولد إمونز (بالإنجليزية: Della Gould Emmons)‏ هي كاتِبة ومؤلفة أمريكية، ولدت في 12 أغسطس 1890 في غلينكو في الولايات المتحدة، وتوفيت في 6 نوفمبر 1983 في تاكوما في الولايات المتحدة.

## وصلات خارجية
- ديلا قاولد إمونز على موقع IMDb (الإنجليزية)